# Odontocharacidium aphanes
Odontocharacidium aphanes är en fiskart som först beskrevs av Weitzman och Kanazawa, 1977.  Odontocharacidium aphanes ingår i släktet Odontocharacidium och familjen Crenuchidae. Inga underarter finns listade i Catalogue of Life.